# 독립기념일 (영화)
독립기념일(Quatorze Juillet, Bastille Day)은 프랑스에서 제작된 르네 클레르 감독의 1933년 코미디, 멜로/로맨스 영화이다. 아나벨라 등이 주연으로 출연하였다.

## 출연

### 주연
- 아나벨라
- 조지 리고드

### 조연
- 레이몬드 에이모스
- 라이몽 코르디
- 폴 올리비에

## 제작진
- 의상: 린 허버트